# توماس آسبریج
توماس آسبریج (انگلیسی: Thomas Asbridge؛ زادهٔ ۱۶ آوریل ۱۹۶۹) پژوهشگر مطالعات قرون وسطا، و تاریخ‌نگار اهل بریتانیا در دانشگاه کوئین مری لندن است که در زمینه تاریخ جنگ‌های صلیبی فعالیت می‌کند. از کتاب‌های وی می‌توان به: تاریخ نو: نخستین جنگ صلیبی و جنگ صلیبی: نبردی برای سرزمین مقدس اشاره کرد.